# Gabala argentata
Gabala argentata är en fjärilsart som beskrevs av Butler 1878. Gabala argentata ingår i släktet Gabala och familjen trågspinnare. Inga underarter finns listade i Catalogue of Life.